# Pieśń powszechna
Pieśń powszechna (hiszp. Canto general) jest dziesiątym z kolei zbiorem wierszy napisanym przez Pablo Nerudę. Zbiór ten został wydany po raz pierwszy w Meksyku w 1950 przez wydawnictwo Talleres Gráficos de la Nación (tłum. Zakłady Graficzne Narodu). Neruda zaczął pracę nad tym zbiorem już w 1938. Wydanie oryginalne zawierało ilustracje muralistów meksykańskich Diega Rivery i Davida Alfaro Siqueirosa.
Pieśń powszechna składa się z 15 rozdziałów, 231 wierszy i ponad 15 tys. wersetów. Dzieło uważane za bardzo ambitne pretendujące do miana encyklopedii całej Ameryki Łacińskiej. Wielu krytyków klasyfikuje je jako poemat epicki (epos) ze względu na fakt, że treść obejmuje całą historię i przyrodę kontynentu amerykańskiego.

## Rozdziały
15 rozdziałów (lub też "pieśni"), które składają się na Pieśń powszechną:
- "La lámpara en la tierra" (tłum. Oświetlam Ziemię[1]);
- "Alturas de Macchu Picchu" (tłum. Wyżyny Macchu Picchu);
- "Los conquistadores" (tłum. Konkwistadorzy);
- "Los libertadores" (tłum. Wyzwoliciele);
- "La arena traicionada" (tłum. Ziemia zdradzona);
- "América, no invoco tu nombre en vano" (tłum. Ameryko, nie wzywam imienia twego nadaremno);
- "Canto general de Chile" (tłum. Pieśń powszechna Chile);
- "La tierra se llama Juan" (tłum. Ziemia nazywa się Juan);
- "Que despierte el leñador" (tłum. Niech się zbudzi drwal);
- "El fugitivo" (tłum. Zbieg);
- "Las flores de Punitaqui" (tłum. Kwiaty z Punitaqui);
- "Los ríos del canto" (tłum. Rzeki Pieśni);
- "Coral de Año Nuevo para la patria en tinieblas" (tłum. Chorał noworoczny);
- "El gran océano" (tłum. Ocean Wielki);
- "Yo soy" (tłum. O sobie samym).

Do wybranych tekstów z eposu Pablo Nerudy, Mikis Theodorakis skomponował oratorium Canto General.